# Kyūshū J7W

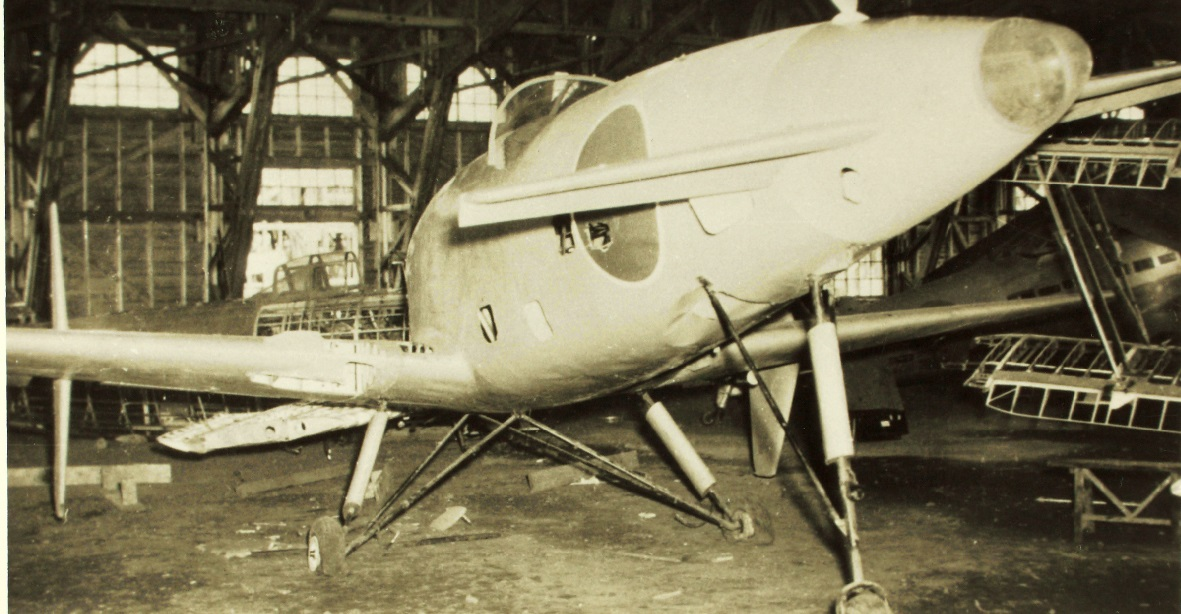
Einer der drei teils motorisierten Versuchsgleiter MXY-6

Die Kyushu J7W1 „Shinden“ (japanisch 震電) war Ende des Zweiten Weltkriegs die modernste Konstruktion eines japanischen Jagdflugzeuges.

## Geschichte
Die Arbeiten an diesem Typ begannen Anfang 1943 unter der Forschungsbezeichnung X-18 beim Ersten Technischen Arsenal der Marineflieger und führten zunächst zu einem Versuchsgleiter MXY-6, von dem drei Exemplare entstanden und ausgiebig getestet wurden, eines davon bereits mit einem 25-PS-Motor. Die Konstruktionsarbeiten für das eigentliche Jagdflugzeug begannen im Juni 1944.
Der erste Prototyp war innerhalb von zehn Monaten fertig, konnte jedoch wegen Problemen mit der Motorkühlung und Engpässen bei der Beschaffung von Ausrüstungsmaterialien erst am 3. August 1945 zu seinem Erstflug starten.
Dabei und bei den weiteren bis zur Kapitulation stattfindenden Tests zeigten sich starke Schwingungen und Instabilitäten beim Start. Planungen, die J7W unter der Bezeichnung J7W2 Shinden Kai mit einem Strahltriebwerk Ne-130 (900 kp) auszurüsten, wurden nicht mehr realisiert.
Der zweite Prototyp fiel den US-amerikanischen Truppen in die Hände und wurde in die USA gebracht.

## Konstruktion
Als Abfangjäger gegen die US-amerikanischen B-29 vorgesehen, enthielt der Entwurf der „Shinden“ mehrere unkonventionelle Merkmale. Das Flugzeug war als Canard ausgelegt, mit einem kurzen schlanken Rumpf, in dessen Heck ein 18-Zylinder-Doppelsternmotor von Mitsubishi eingebaut war, der einen 6-Blatt-Druckpropeller antrieb. In der Mitte der Tragflächen war je ein kleiner Leitwerksträger vorhanden, die die Seitenruder enthielten. Im Bug sollten vier 30-mm-Kanonen als Bewaffnung dienen.

## Technische Daten

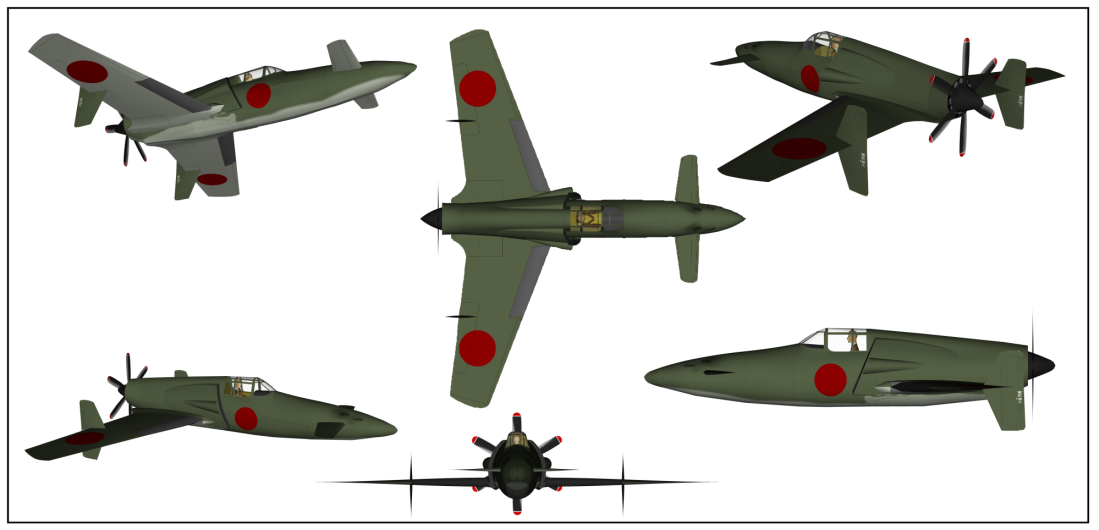
Kyūshū J7W Shinden (Computergrafik)

| Kenngröße             | Daten                                                                                                 |
| --------------------- | --- |
| Besatzung             | 1 |
| Länge                 | 9,66 m                                                                                                |
| Spannweite            | 11,11 m                                                                                               |
| Höhe                  | 3,92 m                                                                                                |
| Flügelfläche          | 20,50 m²                                                                                              |
| Leermasse             | 3.645 kg                                                                                              |
| Startmasse            | normal 4.928 kg maximal 5.228 kg                                                                      |
| Antrieb               | ein luftgekühlter 18-Zylinder-Doppelsternmotor Mitsubishi Ha-43 mit 1.589 kW (2.160 PS) Startleistung |
| Höchstgeschwindigkeit | 752 km/h in 8.700 m                                                                                   |
| Marschgeschwindigkeit | 423 km/h in 4.300 m                                                                                   |
| Steigzeit auf 8.000 m | 10:40 min                                                                                             |
| Dienstgipfelhöhe      | 12.000 m                                                                                              |
| Reichweite            | 850 km                                                                                                |
| Bewaffnung            | vier 30-mm-Kanonen eine Bombe mit bis zu 120 kg                                                       |

## Erhaltene Flugzeuge und Rezeption

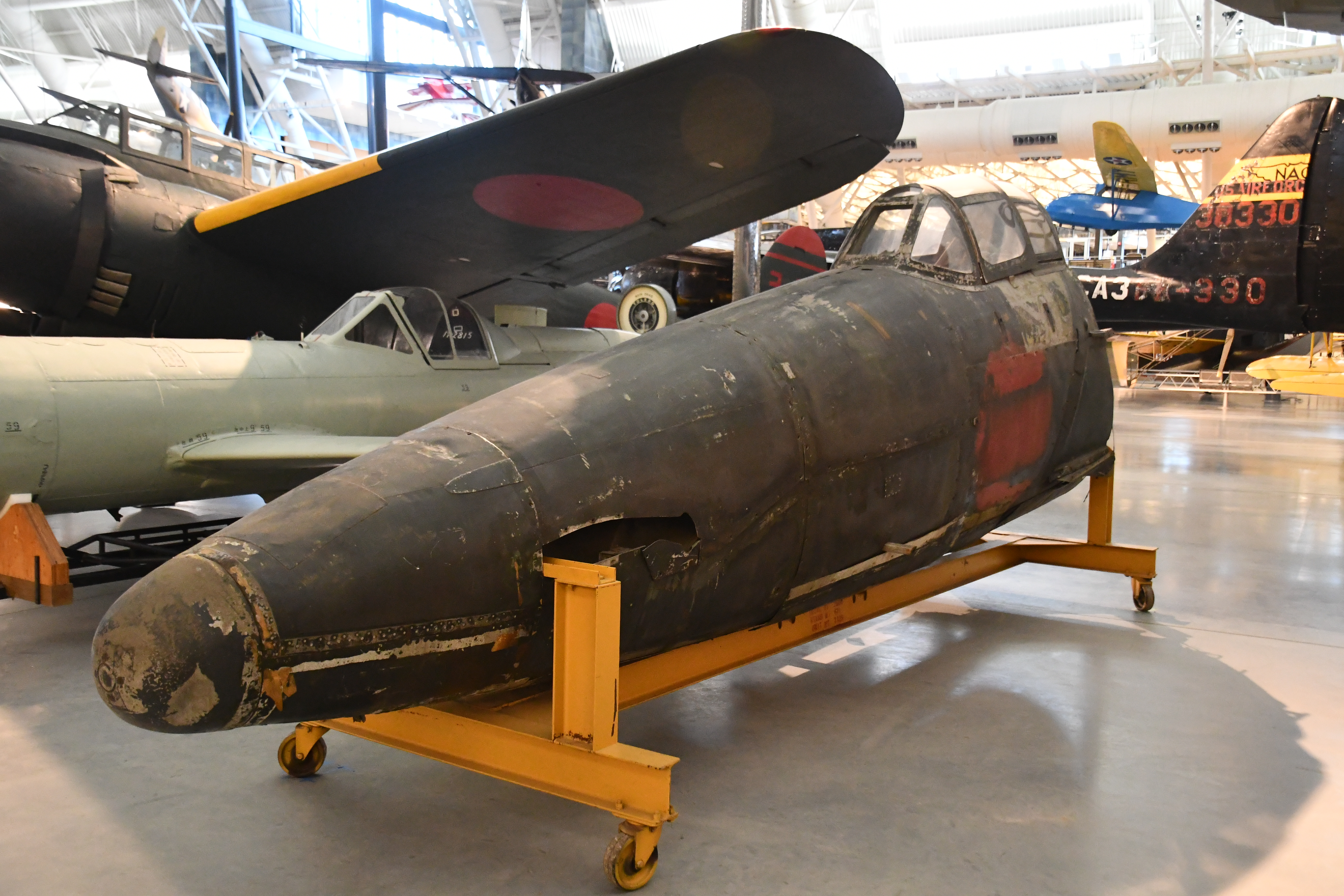
Rumpf des ersten Prototyps, Steven F. Udvar-Hazy Center 2019

Der erste Prototyp ist original erhalten im Steven F. Udvar-Hazy Center ausgestellt.
Im Film Godzilla Minus One wird die Shinden kurz nach dem Zweiten Weltkrieg von demobilisierten Soldaten eingesetzt, um das Tiefseemonster Godzilla zu bekämpfen. Das für die Dreharbeiten verwendete Modell ist heute im Tachiarai Peace Memorial Museum ausgestellt.